# STS-51-F

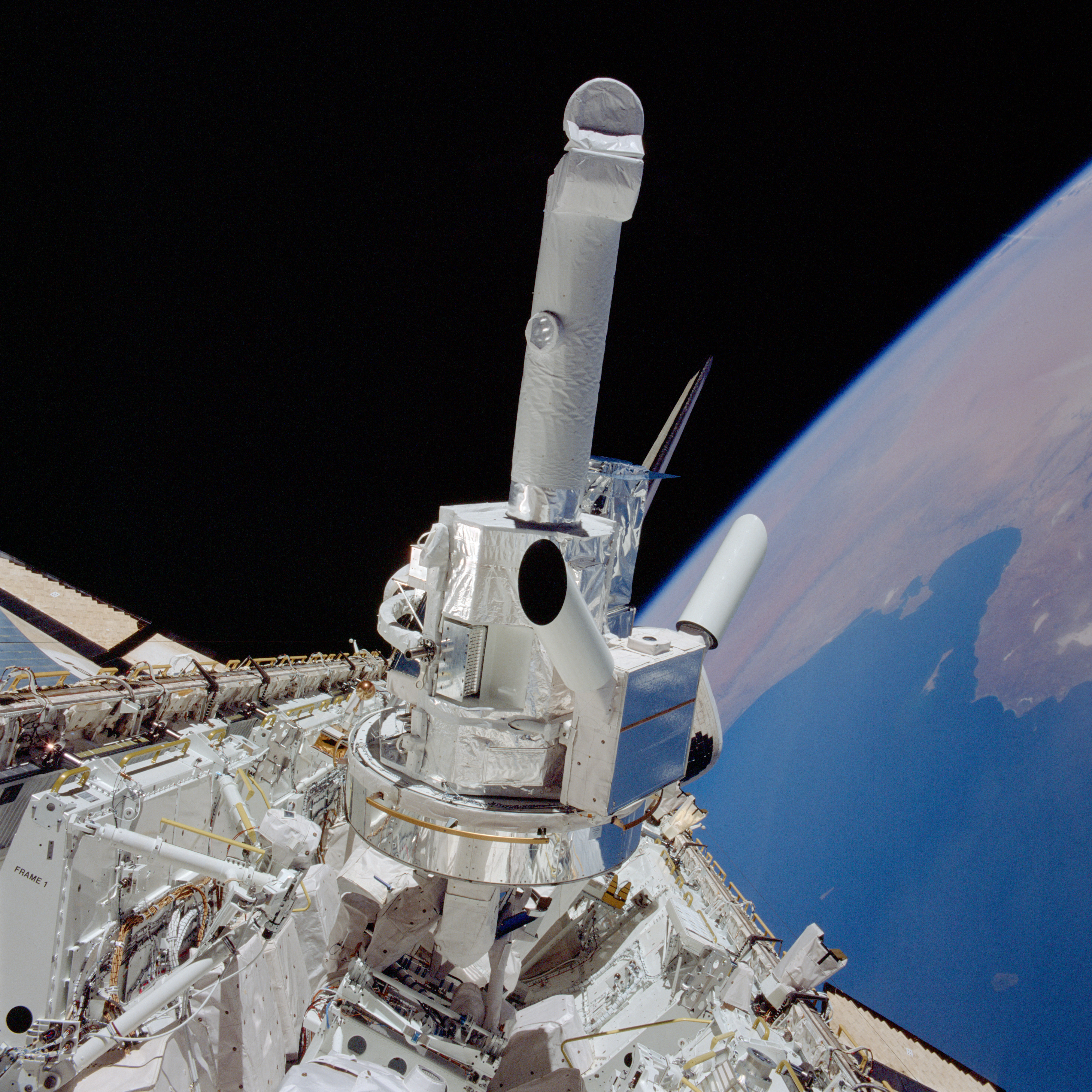

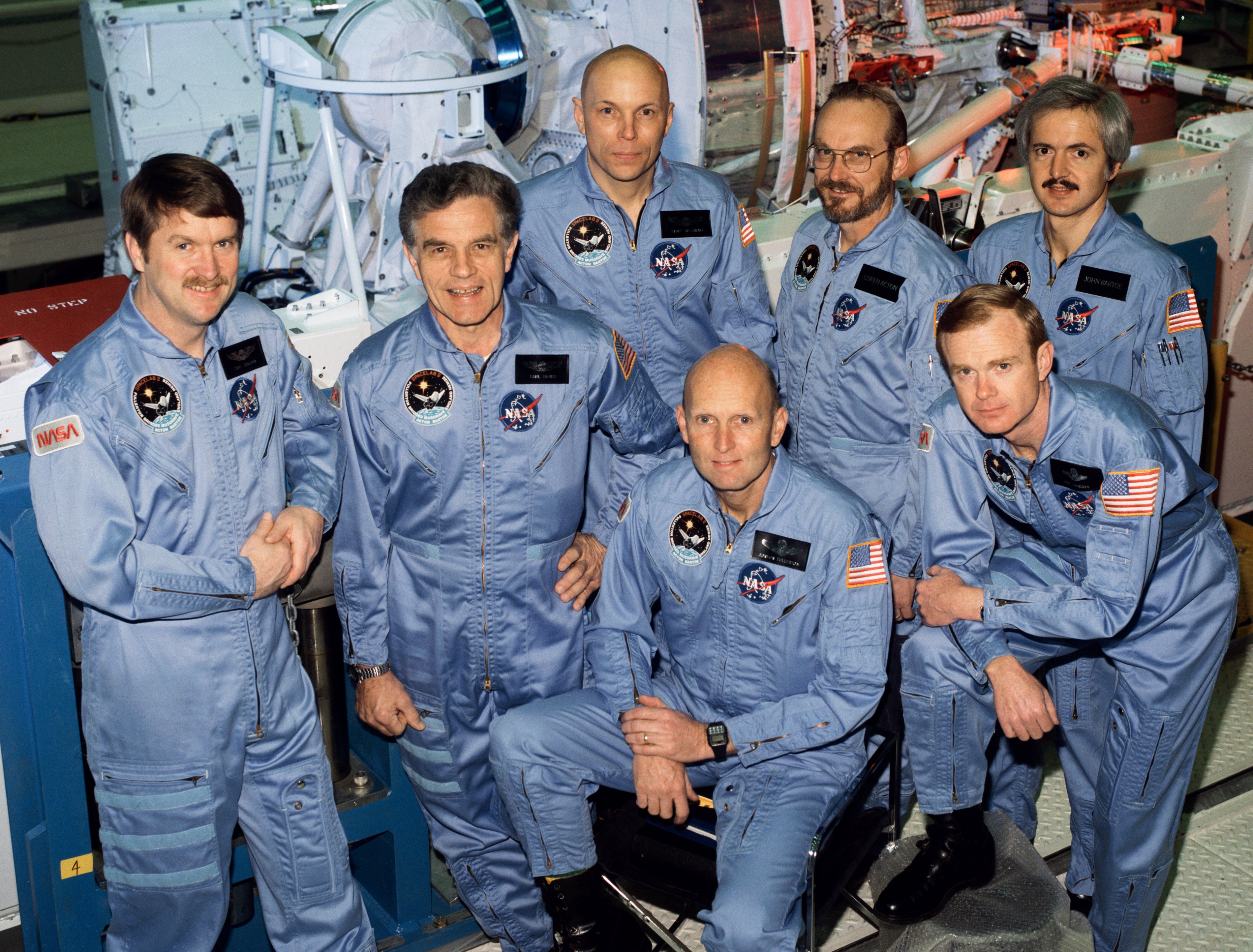
앞줄(좌석): C. 고든 풀러턴, 로이 D. 브리지스 주니어
뒷줄(서 있는 사람): 앤서니 W. 잉글랜드, 칼 G. 헤니즈, F. 스토리 머스그레이브, 로렌 W. 액턴, 존-데이비드 F. 바토

STS-51-F 또는 스페이스랩 2(Spacelab 2)는 NASA 우주왕복선 계획의 19번째 비행이자 챌린저 우주왕복선의 8번째 비행이었다. 1985년 7월 29일 플로리다주 케네디 우주센터에서 발사돼 8일 뒤인 1985년 8월 6일 착륙했다.
STS-51-F의 기본 페이로드는 스페이스랩 2 실험실 모듈인 반면, 가장 널리 알려진 페이로드는 탄산 음료 디스펜서 평가였다. 이는 코카콜라와 펩시가 탄산 음료를 우주 비행사에게 제공하려고 시도한 실험이었다. 이 임무에는 헬륨 냉각 적외선망원경(IRT)도 비행했는데, 몇 가지 문제가 있었지만 적외선으로 은하계의 60%를 관찰했다.
발사 도중 챌린저호는 엔진 1 센터 SSME 엔진에서 여러 센서 오류를 경험하여 엔진이 정지되었고 셔틀은 "궤도 중단"(ATO) 비상 절차를 수행해야 했다. 발사 후 중단을 수행한 유일한 셔틀 임무이다. ATO의 결과로 임무는 약간 낮은 궤도 고도에서 수행되었다.